# 1st EP
1st EP — дебютный мини-альбом американской хардкор-группы Off!, в состав которой вошёл бывший вокалист Black Flag и Circle Jerks Кит Моррис, издан в 2010 году.

## Об альбоме
1st EP состоит из четырёх хардкор-боевиков длительностью менее четырёх минут. Он был записан 17 января 2010 года на лос-анджелесской студии Kingsize Soundlabs и 12 октября того же года вышел в качестве семидюймовой виниловой пластинки на лейбле Vice Records. Ограниченный тираж альбома включает постер, нарисованный Петтибоном.
Оформление альбома выполнил художник Рэймонд Петтибон, известный своим чёрным юмором и социальной и психологической направленностью творчества. Петтибон начиная с конца 70-х часто оформлял обложки и афиши различных хардкор-групп, а также он является младшим братом основателя и гитариста Black Flag Грега Джинна.
На все четыре песни были сняты видеоклипы, длительностью около минуты. В клипе на «Black Thoughts» показан Петтибон, в ускоренной перемотке рисующий изображение, ставшее обложкой альбома, а также несколько других, которые появятся на First Four EPs. В начале клипа «Darkness» снова показан Петтибон, написавший аэрозольным баллоном краски на стене название группы, затем группа начала исполнять песню на фоне надписи. В клипе на «I Don’t Belong» показаны различные люди с улицы, поющие песню. Клип на «Upside Down» показывает группу, исполняющую песню в помещении, в котором скейтер катается на рампе позади группы и на фоне изображения с обложки First Four EPs.
9 ноября 2010 года на iTunes был официально выложен эксклюзивный сингл на песню «Upside Down». Его обложка была такой же, как и на мини-альбоме, только с перевёрнутым названием «Upside Down».
14 декабря 2010 года Off! выпустили виниловый альбом First Four EPs, содержащий (как видно из названия) четыре четырёхпесенных мини-альбома, причём официально выходил только 1st EP. CD-версия First Four EPs была выпущена 15 февраля 2011 года.

## Список композиций
- Все песни написаны Димитрием Котсом и Китом Моррисом, кроме отмеченных.

1. «Black Thoughts» — 0:57
2. «Darkness» — 0:44
3. «I Don’t Belong» — 0:57
4. «Upside Down» (Котс, Моррис, Хетсон)[3] — 1:09

## Участники записи
- Кит Моррис — вокал
- Димитрий Котс — гитара, продюсер, дизайн
- Стивен Шейн Макдональд — бас-гитара
- Марио Рабалкаба — ударные
- Рэймонд Петтибон — оформление[1]